# Chlorissa tyro
Chlorissa tyro là một loài bướm đêm trong họ Geometridae.